# Tephrosia
Tephrosia is een geslacht uit de vlinderbloemenfamilie (Fabaceae). De soorten komen wijdverspreid voor in tropische, subtropische en warmgematigde delen van de wereld.

## Soorten
- Tephrosia abbottiae C.E.Wood
- Tephrosia acaciifolia Baker
- Tephrosia adunca Benth.
- Tephrosia aequilata Baker
- Tephrosia alba Du Puy & Labat
- Tephrosia albissima H.M.L.Forbes
- Tephrosia ambigua D.Dietr.
- Tephrosia amoena E.Mey.
- Tephrosia andongensis Baker
- Tephrosia angustissima Chapman
- Tephrosia anomala Thulin
- Tephrosia apollinea (Delile) DC.
- Tephrosia arenicola Maconochie
- Tephrosia argyrolampra Harms
- Tephrosia argyrotricha Harms
- Tephrosia arnhemica C.T.White
- Tephrosia astragaloides Benth.
- Tephrosia athiensis Baker f.
- Tephrosia aurantiaca Harms
- Tephrosia bachmannii Harms
- Tephrosia barba-jovis Cufod.
- Tephrosia barbatala Bosman & de Haas
- Tephrosia barberi J.R.Drumm.
- Tephrosia belizensis Lundell
- Tephrosia benthamii Pedley
- Tephrosia berhautiana Lescot
- Tephrosia betsileensis (R.Vig.) Du Puy & Labat
- Tephrosia bibracteolata (Dumaz-le-Grand) Du Puy & Labat
- Tephrosia bidwillii Benth.
- Tephrosia boiviniana Baill.
- Tephrosia brachycarpa Benth.
- Tephrosia brachyodon Domin
- Tephrosia bracteolata Guill. & Perr.
- Tephrosia brummittii Schrire
- Tephrosia burchellii Burtt Davy
- Tephrosia caerulea Baker f.
- Tephrosia calophylla Bedd.
- Tephrosia cana Brandegee
- Tephrosia canarensis J.R.Drumm.
- Tephrosia candida (Roxb.) DC.
- Tephrosia capensis (Jacq.) Pers.
- Tephrosia capitata Verdc.
- Tephrosia carrollii O. Téllez
- Tephrosia cephalantha Baker
- Tephrosia cephalophora Harms
- Tephrosia chimanimaniana Brummitt
- Tephrosia chisumpae Brummitt
- Tephrosia chrysophylla Pursh
- Tephrosia cinerea (L.) Pers.
- Tephrosia clementii Skan
- Tephrosia clementis Alain
- Tephrosia coccinea Wall.
- Tephrosia collina V.S.Sharma
- Tephrosia conspicua W.Fitzg.
- Tephrosia conzattii (Rydb.) Standl.
- Tephrosia corallicola (Small) Leon
- Tephrosia cordata Hutch. & Burtt Davy
- Tephrosia cordatistipula J.B.Gillett
- Tephrosia coriacea Benth.
- Tephrosia coronilloides Baker
- Tephrosia crassifolia Benth.
- Tephrosia crocea Benth.
- Tephrosia cuernavacana (Rose) J.F.Macbr.
- Tephrosia curtissii (Small) Shinners
- Tephrosia curvata De Wild.
- Tephrosia dasyphylla Baker
- Tephrosia debilis Domin
- Tephrosia decaryana (Dumaz-le-Grand) Du Puy & Labat
- Tephrosia decora Baker
- Tephrosia decumbens Benth.
- Tephrosia deflexa Baker
- Tephrosia delestangii Pedley
- Tephrosia densiflora Hook.f.
- Tephrosia desertorum Scheele
- Tephrosia dichroocarpa A.Rich.
- Tephrosia dietrichiae Domin
- Tephrosia disperma Baker
- Tephrosia diversifolia (Rose) J.F.Macbr.
- Tephrosia djalonica Hutch. & Dalziel
- Tephrosia dregeana E.Mey.
- Tephrosia drepanocarpa Baker
- Tephrosia dura Baker
- Tephrosia egregia Sandwith
- Tephrosia elata Deflers
- Tephrosia elegans Schum.
- Tephrosia elliottii (Nutt.) Benth.
- Tephrosia elliptica Bosman & de Haas
- Tephrosia elongata E.Mey.
- Tephrosia emeroides A.Rich.
- Tephrosia eriocarpa Benth.
- Tephrosia euchroa Verd.
- Tephrosia euprepes Brummitt
- Tephrosia falcata (Thunb.) Pers.
- Tephrosia falciformis S.V.Ramaswamy
- Tephrosia faulknerae Brummitt
- Tephrosia feddemana McVaugh
- Tephrosia festina Brummitt
- Tephrosia filiflora Chiov.
- Tephrosia filipes Benth.
- Tephrosia flagellaris Domin
- Tephrosia flammea Benth.
- Tephrosia flexuosa G.Don
- Tephrosia florida (F.Dietr.) C.E.Wood
- Tephrosia floridana (Vail) Isely
- Tephrosia foliolosa (Rydb.) L.Riley
- Tephrosia forbesii Baker
- Tephrosia forrestiana F.Muell.
- Tephrosia fulvinervis A.Rich.
- Tephrosia gaudium-solis Domin
- Tephrosia geminiflora Baker
- Tephrosia genistoides (Dumaz-le-Grand) Du Puy & Labat
- Tephrosia glomeruliflora Meissner
- Tephrosia gobensis Brummitt
- Tephrosia gorgonea Cout.
- Tephrosia gossweileri Baker f.
- Tephrosia gracilenta H.M.L.Forbes
- Tephrosia gracilipes Guill. & Perr.
- Tephrosia grandibracteata Merxm.
- Tephrosia grandiflora (Aiton) Pers.
- Tephrosia griseola H.M.L.Forbes
- Tephrosia guayameoensis O.Tellez
- Tephrosia haussknechtii Bornm.
- Tephrosia heckmanniana Harms
- Tephrosia heterophylla Vatke
- Tephrosia hildebrandtii Vatke
- Tephrosia hispidula (Michx.) Pers.
- Tephrosia hochstetteri Chiov.
- Tephrosia hockii De Wild.
- Tephrosia holstii Taub.
- Tephrosia hookeriana Wight & Arn.
- Tephrosia huillensis Baker
- Tephrosia humbertii Dumaz-le-Grand
- Tephrosia humilis Guill. & Perr.
- Tephrosia hypoleuca L.Riley
- Tephrosia ibityensis (R.Vig.) Du Puy & Labat
- Tephrosia inandensis H.M.L.Forbes
- Tephrosia incana (Roxb.) Graham ex Wight
- Tephrosia × intermedia (Small) G.L. Nesom & Zarucchi
- Tephrosia interrupta Engl.
- Tephrosia iringae Baker f.
- Tephrosia isaloensis Du Puy & Labat
- Tephrosia jamnagarensis Santapau
- Tephrosia juncea Benth.
- Tephrosia kalamboensis Brummitt & J.B.Gillett
- Tephrosia karkarensis Thulin
- Tephrosia kasikiensis Baker f.
- Tephrosia kassasii Boulos
- Tephrosia katangensis De Wild.
- Tephrosia kazibensis Cronquist
- Tephrosia kerrii J.R.Drumm. & Craib
- Tephrosia kindu De Wild.
- Tephrosia kraussiana Meissner
- Tephrosia laevigata Baker
- Tephrosia lamprolobioides F.Muell.
- Tephrosia lanata M.Martens & Galeotti
- Tephrosia langlassei Micheli
- Tephrosia lathyroides Guill. & Perr.
- Tephrosia laxa Domin
- Tephrosia lebrunii Cronquist
- Tephrosia leiocarpa A.Gray
- Tephrosia lepida Baker f.
- Tephrosia leptoclada Benth.
- Tephrosia letestui Tisser.
- Tephrosia leucantha Kunth
- Tephrosia leveillei Domin
- Tephrosia lindheimeri A.Gray
- Tephrosia linearis (Willd.) Pers.
- Tephrosia longipes Meissner
- Tephrosia lortii Baker f.
- Tephrosia lupinifolia DC.
- Tephrosia lurida Sond.
- Tephrosia luzoniensis Vogel
- Tephrosia lyallii Baker
- Tephrosia macrantha Pringle
- Tephrosia macrocarpa Benth.
- Tephrosia macropoda (E.Mey.) Harv.
- Tephrosia macrostachya (Benth.) Domin
- Tephrosia maculata Merr. & L.M.Perry
- Tephrosia madrensis Seem.
- Tephrosia major Micheli
- Tephrosia malvina Brummitt
- Tephrosia manikensis De Wild.
- Tephrosia marginella H.M.L.Forbes
- Tephrosia mariana DC.
- Tephrosia maxima (L.) Pers.
- Tephrosia melanocalyx Baker
- Tephrosia mexicana C.E.Wood
- Tephrosia meyerana J.B.Gillett
- Tephrosia micrantha J.B.Gillett
- Tephrosia microcarpa O. Téllez
- Tephrosia miranda Brummitt
- Tephrosia mohrii (Rydb.) R.K.Godfrey
- Tephrosia monophylla Schinz
- Tephrosia montana Brummitt
- Tephrosia moroubensis Tisser.
- Tephrosia mossiensis A.Chev.
- Tephrosia mucronata (Thunb.) DC.
- Tephrosia muenzneri Harms
- Tephrosia multifolia Rose
- Tephrosia multijuga R.G.N.Young
- Tephrosia nana Schweinf.
- Tephrosia natalensis H.M.L.Forbes
- Tephrosia nervosa Chodat & Hassl.
- Tephrosia newtoniana Torre
- Tephrosia nicaraguensis Oerst.
- Tephrosia nitens Seem.
- Tephrosia noctiflora Baker
- Tephrosia nseleensis De Wild.
- Tephrosia nubica (Boiss.) Baker
- Tephrosia nyikensis Baker
- Tephrosia obbiadensis Chiov.
- Tephrosia oblongata Benth.
- Tephrosia obovata Merr.
- Tephrosia odorata Balf.f.
- Tephrosia oligophylla Benth.
- Tephrosia onobrychoides Nutt.
- Tephrosia oubanguiensis Tisser.
- Tephrosia oxygona Baker
- Tephrosia pachypoda L.Riley
- Tephrosia pallens (Aiton) Pers.
- Tephrosia palmeri S.Watson
- Tephrosia paniculata Baker
- Tephrosia parvifolia (R.Vig.) Du Puy & Labat
- Tephrosia paucijuga Harms
- Tephrosia pearsonii Baker f.
- Tephrosia pedicellata Baker
- Tephrosia pentaphylla (Roxb.) G.Don
- Tephrosia perrieri R.Vig.
- Tephrosia persica Boiss.
- Tephrosia phaeosperma Benth.
- Tephrosia phylloxylon (R.Vig.) Du Puy & Labat
- Tephrosia pietersii H.M.L.Forbes
- Tephrosia pinifolia Du Puy & Labat
- Tephrosia platycarpa Guill. & Perr.
- Tephrosia platyphylla (Rose) Standl.
- Tephrosia pogonocalyx C.E.Wood
- Tephrosia polyphylla (Chiov.) J.B.Gillett
- Tephrosia polystachya E.Mey.
- Tephrosia polyzyga Benth.
- Tephrosia porrecta Benth.
- Tephrosia potosina Brandegee
- Tephrosia praecana Brummitt
- Tephrosia pringlei (Rose) J.F.Macbr.
- Tephrosia pseudolongipes Baker f.
- Tephrosia pulchella Hook. f.
- Tephrosia pumila (Lam.) Pers.
- Tephrosia punctata J.B.Gillett
- Tephrosia pungens (R.Vig.) Du Puy & Labat
- Tephrosia purpurea (L.) Pers.
- Tephrosia quercetorum C.E.Wood
- Tephrosia radicans Baker
- Tephrosia rechingeri Ali
- Tephrosia remotiflora Benth.
- Tephrosia reptans Baker
- Tephrosia retamoides (Baker) Soler.
- Tephrosia reticulata Benth.
- Tephrosia retusa Burtt Davy
- Tephrosia rhodantha Brandegee
- Tephrosia rhodesica Baker f.
- Tephrosia richardsiae J.B.Gillett
- Tephrosia rigida Span.
- Tephrosia rigidula Baker
- Tephrosia ringoetii Baker f.
- Tephrosia robinsoniana Brummitt
- Tephrosia rosea Benth.
- Tephrosia roxburghiana J.R.Drumm.
- Tephrosia rufula Pedley
- Tephrosia rugelii Shuttlew.
- Tephrosia rupicola J.B.Gillett
- Tephrosia savannicola Domin
- Tephrosia saxicola C.E.Wood
- Tephrosia scopulata Thulin
- Tephrosia seemannii (Britten & Baker f.) K.Schum.
- Tephrosia semiglabra Sond.
- Tephrosia seminole Shinners
- Tephrosia sengaensis Baker f.
- Tephrosia senna Kunth
- Tephrosia senticosa (L.) Pers.
- Tephrosia sessiliflora (Poir.) Hassl.
- Tephrosia seticulosa (L.) Pers.
- Tephrosia shamimii Ali
- Tephrosia shiluwanensis Schinz
- Tephrosia siamensis J.R.Drumm.
- Tephrosia simulans C.E.Wood
- Tephrosia sinapou (Buc'hoz) A.Chev.
- Tephrosia singuliflora F.Muell.
- Tephrosia smythiae McVaugh
- Tephrosia sousae O. Téllez
- Tephrosia spechtii Pedley
- Tephrosia sphaerospora F.Muell.
- Tephrosia spicata (Walter) Torr. & A.Gray
- Tephrosia spinosa (L.f.) Pers.
- Tephrosia stipularis (Desv.) DC.
- Tephrosia stipuligera W.Fitzg.
- Tephrosia stormsii De Wild.
- Tephrosia stricta (L.f.) Pers.
- Tephrosia strigosa (Dalzell) Santapau & Maheshw.
- Tephrosia stuartii Benth.
- Tephrosia subaphylla Du Puy & Labat
- Tephrosia submontana (Rose) L.Riley
- Tephrosia subnuda Domin
- Tephrosia subpectinata Domin
- Tephrosia subpraecox Cronquist
- Tephrosia subtriflora Baker
- Tephrosia subulata Hutch. & Burtt Davy
- Tephrosia supina Domin
- Tephrosia sylitroides Baker f.
- Tephrosia sylviae Berhaut
- Tephrosia tanganyikensis De Wild.
- Tephrosia tepicana (Standl.) Standl.
- Tephrosia thurberi Rydb.
- Tephrosia tinctoria Pers.
- Tephrosia totta (Thunb.) Pers.
- Tephrosia travancorica Thoth. & D.N.Das
- Tephrosia tundavalensis Bamps
- Tephrosia uniflora Pers.
- Tephrosia uniovulata F.Muell.
- Tephrosia varians (Bailey) C.T.White
- Tephrosia verdickii De Wild.
- Tephrosia vernicosa C.E.Wood
- Tephrosia vestita Vogel
- Tephrosia vicioides Schltdl.
- Tephrosia viguieri Du Puy & Labat
- Tephrosia villosa (L.) Pers.
- Tephrosia virens Pedley
- Tephrosia virgata H.M.L.Forbes
- Tephrosia virginiana (L.) Pers.
- Tephrosia vogelii Hook.f.
- Tephrosia vohimenaensis Du Puy & Labat
- Tephrosia watsoniana (Standl.) J.F.Macbr.
- Tephrosia whyteana Baker f.
- Tephrosia wynaadensis J.R.Drumm.
- Tephrosia zambiana Brummitt
- Tephrosia zollingeri Backer
- Tephrosia zoutpansbergensis Bremek.

... · 
Abrus · 
Acacia · 
Acosmium · 
Adenanthera · 
Adenocarpus · 
Adenodolichos · 
Adenopodia · 
Adesmis · 
Aenictophyton · 
Aeschynomene · 
Afzelia · 
Aganope · 
Albizia · 
Alhagi · 
Alysicarpus · 
Amblygonocarpus · 
Amherstia · 
Andira · 
Angylocalyx · 
Aotus · 
Anthyllis · 
Arachis · 
Archidendropsis · 
Aspalathus · 
Astragalus (hokjespeul) · 
Austrosteenisia · 
Baphia · 
Bauhinia · 
Brachystegia · 
Bolusafra · 
Butea · 
Caesalpinia · 
Cajanus · 
Calicotome · 
Carmichaelia · 
Carrissoa · 
Cassia · 
Castanospermum · 
Ceratonia · 
Chamaecytisus · 
Cicer · 
Clianthus · 
Clitoria · 
Cordyla · 
Coronilla · 
Crotalaria · 
Cyamopsis · 
Cyclopia (honingbos) · 
Cytisus · 
Dalbergia · 
Daviesia · 
Delonix · 
Derris · 
Dialium · 
Dicraeopetalum · 
Dichrostachys · 
Dipteryx · 
Enterolobium · 
Eperua · 
Erythrina (koraalboom) · 
Erythrophleum · 
Faidherbia · 
Genista (heidebrem) · 
Glycine · 
Glycyrrhiza · 
Hardenbergia · 
Hovea · 
Indigofera · 
Inga · 
Lathyrus · 
Lens · 
Lonchocarpus · 
Lotus (rolklaver) · 
Lupinus (lupine) · 
Macrotyloma · 
Medicago (rupsklaver) · 
Melilotus (honingklaver) · 
Mimosa · 
Mora · 
Myroxylon · 
Newtonia · 
Onobrychis · 
Ononis (stalkruid) · 
Ormosia · 
Ougeinia · 
Pachyrhizus · 
Parkia · 
Parkinsonia · 
Parochetus · 
Pericopsis · 
Phaseolus · 
Physostigma · 
Pisum (erwt) · 
Prosopis · 
Psophocarpus · 
Psoralea · 
Pterocarpus · 
Pueraria · 
Racosperma · 
Robinia · 
Rothia · 
Securigera · 
Senegalia · 
Senna · 
Serianthes · 
Sesbania · 
Sophora · 
Spartium · 
Sphenostylis · 
Streblorrhiza · 
Strongylodon · 
Stylosanthes · 
Styphnolobium · 
Swainsona · 
Tamarindus · 
Tephrosia · 
Teramnus · 
Tetragonolobus · 
Tetrapleura · 
Trifolium (klaver) · 
Trigonella (hoornklaver) · 
Ulex · 
Uraria · 
Vachellia · 
Vicia (wikke) · 
Vigna · 
Viminaria · 
Virgilia · 
Wisteria (blauweregen) · 
Zornia · 
Zygocarpum · 
...